# Aass Bock
Aass Bock er et af de få norske ølmærker, som er populære eksportvarer. Bock-øllet fra Aass har vundet priser og har fået meget omtale specielt i USA, hvor Aass Bryggeri har stor markedsføring.
Bock-øllet fra Aass er også populært i Norge, og det er ikke usædvanligt at Vinmonopolet har udsolgt. Det er kun Vinmonopolet, som må sælge Aass Bock i Norge på grund af alkoholindholdet , som ligger på 6%.

## Links
- Officiel hjemmeside
- Omtale på Aperetif.no Arkiveret 27. september 2007 hos  Wayback Machine